# Activité physique adaptée
 (avril 2014).
Si vous disposez d'ouvrages ou d'articles de référence ou si vous connaissez des sites web de qualité traitant du thème abordé ici, merci de compléter l'article en donnant les références utiles à sa vérifiabilité et en les liant à la section « Notes et références ».
Pour les articles homonymes, voir APA.
Les activités physiques adaptées (APA) permettent de faire le lien entre les activités physiques, sportives et artistiques et le handicap (physique et/ou mental). Le but recherché est l’autodétermination des personnes en situation de handicap à adopter un mode de vie physiquement actif sur une base régulière afin de réduire les facteurs de risque reliés au mode de vie sédentaire et mettre en place les conditions nécessaires pour améliorer la condition physique, et le bien être psychologique,. 

## Description
L'activité physique adaptée a plusieurs significations et son focus majeur se situe au niveau des différences entre individus dans le domaine des activités physiques, requérant des attentions particulières.
Les activités physiques adaptées sont utilisées dans tous les secteurs : de l'éducation nationale pour l'éducation physique et sportive des élèves à besoins spécifiques (maladies, handicaps...), à l'accompagnement médico-social (IME, IMPRO, ITEP, CEF)... aux handisports, fédérations, des personnes âgées, associations, entreprises et comités (ex : FFEPGV,  celles du mouvement sportif français et d'autres comme Kiplin, V@si, Siel Bleu...) ou encore dans le domaine sanitaire (notamment dans le cadre d'un protocole de prise en charge pluridisciplinaire de rééducation et de réadaptation), à domicile, dans les réseaux de Santé (Ré-PoP, clubs Cœur et Santé...), les réseaux Sport-Santé (Biarritz en Forme...) ou en centre pénitentiaire... 
Les activités physiques adaptées ont vu leur application croître pendant la pandémie liée au Covid 19. En effet, ces activités peuvent jouer un rôle important dans la récupération de patients touchés par le virus.

## Historique
Au début des années 1970, après quelques écrits et rencontres diverses, le concept d'activité physique adaptée a été reconnu internationalement dans le cadre d'un congrès mondial qui a eu lieu en 1977 au Château Frontenac de la ville de Québec. 
Il a été introduit en Europe en 1979 par Jean Claude De Potter qui organise le 2e symposium international en activité physique adaptée à l’Université libre de Bruxelles. Jean Claude De Potter créera, en 1986, l’European Association for Research into Adapted Physical Activity (EARAPA) et recueillera le soutien de la communauté européenne (programmes ERASMUS—SOCRATES) afin de développer plusieurs formations universitaires européennes en APA. 
En 1989, lors du congrès de Berlin, l'IFAPA (International Federation of Adapted Physical Activity) est créée, remplaçant la FIAPA (Fédération internationale en activité physique adaptée) qui s'est dissoute à ce moment-là. L'IFAPA est une organisation internationale qui rassemble des professionnels pluridisciplinaires, des institutions, qui aident, promeuvent et font circuler des informations à propos des activités physiques adaptées et de tous autres aspects du sport, du mouvement, de la science de l’exercice pour personnes déficientes.
En 1992, en France, le concept APA est officiellement reconnu comme un champ appartenant à la 74e section - sciences et techniques des activités physiques et sportives (STAPS) - du Conseil national des universités (CNU) du ministère de l’Enseignement Supérieur et de la Recherche.
En 2007, le sigle APA est élargi à celui d’APA-S, « Activité physique adaptée et Santé ». 

## Adaptations et individualisation
L'intervention débute par une évaluation des effets d'un handicap ou d'une maladie (sur le plan physique, psychologique et social) subis par une personne afin de pouvoir lui proposer des activités physiques, sportives et artistiques permettant de solliciter ses ressources (physiologiques, fonctionnelles, relationnelles, émotionnelles et cognitives) au mieux et en dépit de son handicap. 
Les adaptations et l’individualisation portent sur les modalités de pratique qui se définissent en accord avec le pratiquant: les objectifs visés (amélioration de la condition physique, interactions sociales, plaisir, etc.), le choix de l'activité la plus pertinente, l'aménagement des activités proposées, l'adaptation du matériel, le mode de planification (durée, fréquence, cycles), le caractère continu ou discontinu de l'effort, l'intensité, la pédagogie et l'accompagnement motivationnel, etc.
Le conseil et le suivi de la pratique sportive sont effectués en lien avec les objectifs préalablement fixés. Les modalités de pratique sont régulièrement actualisées en fonction de l'évolution des aspirations du pratiquant.

## Professionnels en activité physique adaptée
Les activités physiques adaptées sont utilisées par des professionnels spécifiquement formés aux techniques des activités physiques et sportives et aux modalités des adaptations nécessaires à la pratique par des personnes subissant les effets d'un handicap ou d'une maladie.

### En France
« Encadrées par l’enseignant en activités physiques adaptées (EAPA), les activités physiques adaptées (APA) regroupent l’ensemble des Activités Physiques et Sportives, adaptées aux capacités de la personne. Elles sont dispensées auprès des personnes (enfant-adultes) en situation de handicap, et/ou vieillissantes, atteintes de maladie chronique, ou en difficulté sociale, à des ﬁns de prévention, de rééducation, de réadaptation, de réhabilitation, de réinsertion, d’éducation et/ou de participation sociale.
(SFP-APA, 2010) »
Les activités physiques adaptées sont dispensées en France par des professionnels (salariés ou libéraux) spécifiquement formés (bac +3 minimum) à l'Université (STAPS Mention APA-S) aux techniques des activités physiques et sportives et aux modalités des adaptations nécessaires à la poursuite d'objectifs de santé. 
Les enseignants en APA effectuent des actes d’évaluation, d’enseignement, et de planification. Ils établissent des programmes personnalisés d'APA liés à des problématiques de prévention, de rééducation, de réadaptation, de réhabilitation, de réinsertion, d’éducation et/ou de participation sociale.
Ils exercent sous prescription ou autorisation médicale en lien direct avec le médecin, le psychologue, le psychiatre, et en collaboration étroite avec les professionnels paramédicaux ou éducatifs, dans des établissements publics ou privés, dans des associations ou fédérations.
Leurs interventions, variées, permettent de repérer les besoins des personnes (enfant ou adulte), d’évaluer leurs capacités physiques, fonctionnelles, cognitives et sociales, et d’identifier les conditions sécuritaires de mise en œuvre de leur pratique à des fins de réadaptation et d’accompagnement social.
Le métier nécessite des qualités relationnelles avec les usagers (patient, résident, ou adhérent), allant de pair avec des connaissances scientifiques (recommandations professionnelles et conférences de consensus), réglementaires et techniques (outils et méthodes d’évaluation, planification de la prise en charge).

#### Formation
La filière APA et Santé délivre trois niveaux de formation conformément à la réforme LMD :
- Licence STAPS (Sciences et Techniques des Activités Physiques et Sportives ) APA-Santé (bac+3)  (au minimum)
- Master STAPS APA-Santé (bac+5)
- Doctorat STAPS APA (bac+8)

Il suit un cursus universitaire : Sciences et techniques des activités physiques et sportives (STAPS) spécialisé dans le handicap et inadaptation et la santé et développement.

#### Certification Professionnelle

##### NiveauLicence
La Licence APA et Santé a été certifiée par le Répertoire National des Certifications Professionnelles :
« Le professionnel a pour vocation de participer à la conception, la conduite et l’évaluation de programmes, de Réadaptation et d’Intégration par l’Activité Physique Adaptée auprès de groupes de personnes relevant des catégories suivantes : troubles fonctionnels et métaboliques, troubles sensoriels et moteurs, troubles du comportement et de la personnalité, déficiences intellectuelles, Inadaptation sociale, troubles liés au vieillissement, maladies chroniques ou létales. 

Le professionnel a pour mission de participer à la conception, la conduite et l’évaluation de programmes de Prévention, de suivi et d’Éducation de la Santé par l’Activité Physique Adaptée auprès de tout public. »

##### NiveauMaster
Le fiche métier du RNCP Master APA et Santé est en cours de certification.

## Représentations internationales et nationales
- IFAPA : International Federation of Adapted Physical Activity
- EARAPA : European Association for research in Adapted Physical activity
- AFAPA : Association Francophone en Activité Physique Adaptée
- ASAPE : Asian Society for Adapted Physical Education and Exercise
- APAID : Adapted Physical Activity International Development
- SFP-APA : Société Française des Professionnels en Activité Physique Adaptée
- CNAPAS: Consortium National en Activité Physique Adaptée-Santé (réunissant: SFP-APA, AFAPA, C3D STAPS, ANESTAPS et l'Institut ReCAPPS)

### En langue anglaise
- (en) L. E. Kelly et B. Gansneder, « Preparation and Job Demographics of Adapted Physical Educators in the United States », Adapted Physical Activity Quarterly, no 15,‎ 1998, p. 141–154
- (en) Steadward et al., Adapted Physical Activity, University Alberta Press, 2003

### En langue française
- Présentation Clermont Simard. Djerba (2007). Historique, émergence et évolution du concept APA : Activité physique adaptée.
- François Brunet, Activités physiques adaptées aux personnes déficientes intellectuelles. Du programme institutionnel au projet personnalisé, Paris : Revue EPS, 2003. 190 p.
- Caouette M, Brunet F. Corps et psychiatrie: psychopédagogie des activités physiques et sportives. École Nationale de la Santé Publique; Rennes, 1995
- Maiano, Christophe, Ninot, Grégory, Begarie, Jérôme. « Activités physiques adaptées pour élèves déficients intellectuels : intérêts et limites des rencontres UNSS » Revue EPS, Éducation physique et sport, mai 2005, no 313, p. 29-32.
- Marcellini A. (2005). Des vies en fauteuil. Usages du sport dans les processus de déstigmatisation et d’intégration sociale, Éditions du CTNERHI.
- Ninot, G., Maïano, C., & Bernard, P.-L. (2004). Guide de l’étudiant en activités physiques adaptées, Grasse-Le-Plan : Sport, Sciences, Diffusion.
- Ninot, G., & Maïano, C. (2001) Éléments pour la construction d’un projet d’éducation physique en Institut Médico-Éducatif. Grasse-Le-Plan : Sport, Sciences, Diffusion.
- Ninot, G., & Partyka, M. (2007) « 50 bonnes pratiques pour enseigner les APA ». Paris :Revue EPS.
- Ramanantsoa et Legros. Activités Physiques Adaptées, Apports scientifiques (1997), coordonné par M.-M.
- Guiraud T, et al. Quid des enseignants en activité physique adaptée dans les établissements de soins de suite et de réadaptation en 2013 ?, Sci sports (2013), https://dx.doi.org/10.1016/j.scispo.2013.06.002
- Fabre C. Définition, formation, législation et rôle du professionnel en activité physique adaptée. Rev Mal Respir Actuel Alveole 2010 ; 2:628—30
- Bernard P, Thoni G, Communal D, Bezombes A, Esseul E, Cantele B, et al. Who are the French APA professionals? Results of national survey, Q3A3. Paris: 18th International Symposium on Adapted Physical Activity, 2011, p. 52.
- Revue EP&S no 80, janvier 1966, Évolution de la rééducation physique, propos recueillis par Nicole Darrigrand-Pellissard, André Lapierre
- Place de l'activité physique et du sport adaptés en médecine physique et de réadaptation, P. Calmels (1), Dr X. Devillard (1-4), Dr D. Trivel (1-4), Dr J.-F. Patry (2), Dr F. Moutet (3), Dr. M. Bez (1-4)